# Paul Cheema Singh
Paul Cheema Singh (ur. 26 września 1920 w Kalakh w dystrykcie Ludhijana) – indyjski strzelec, olimpijczyk. 
Brał udział w letnich igrzyskach olimpijskich 1960 (Rzym). Startował w jednej konkurencji, w której zajął ostatnie, 57. miejsce. 

## Wyniki olimpijskie
| Igrzyska | Konkurencja                   | Wynik                | Miejsce | Źródło |
| -------- | ----------------------------- | -------------------- | ------- | ------ |
| IO 1960  | Pistolet szybkostrzelny, 25 m | 434 punkty (200-234) | 57      | [ 1 ]  |